# Bittenfeld

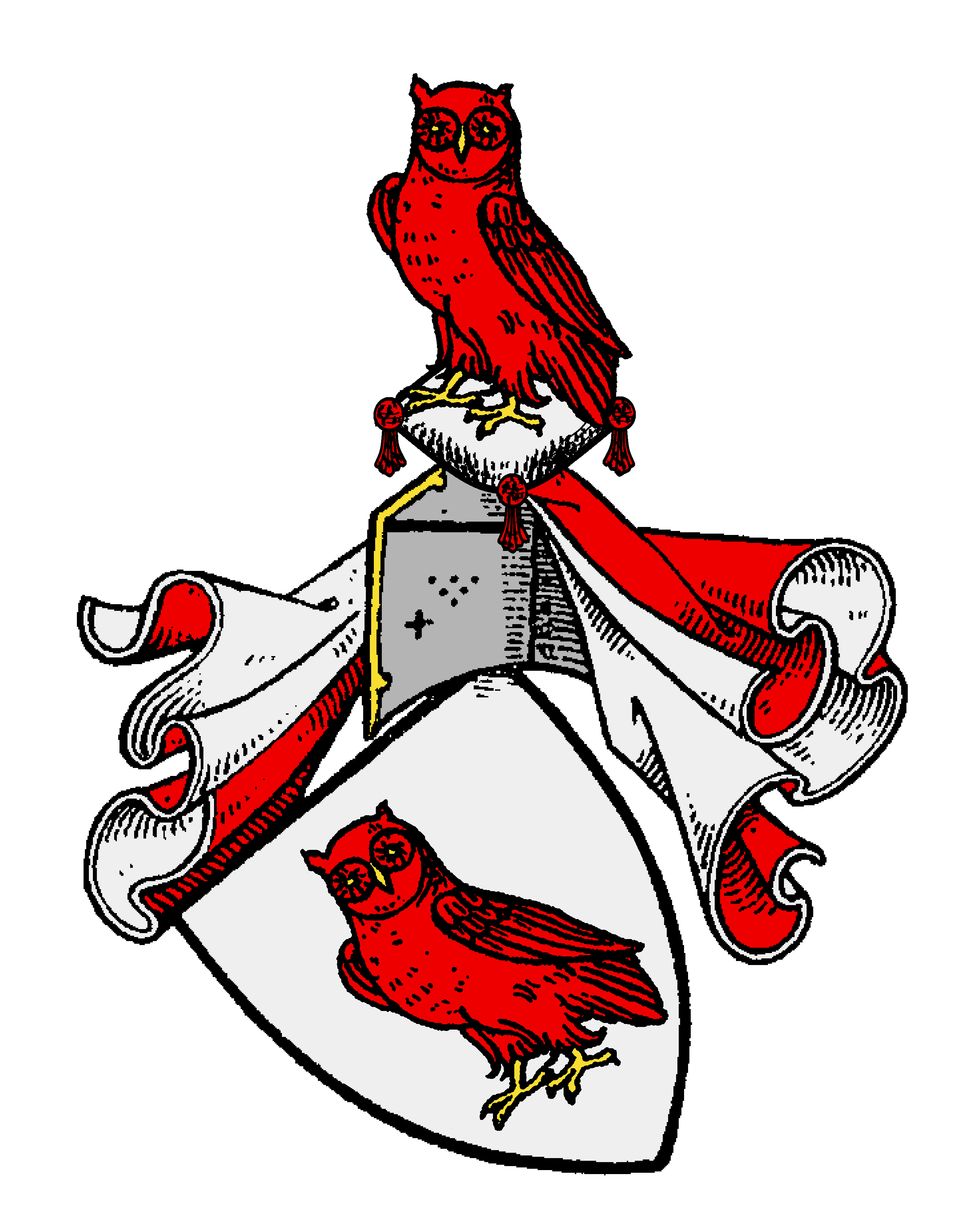
Wappen der Familie Herwarth von Bittenfeld

Bittenfeld ist seit dem 1. Januar 1975 ein Teilort der Kreisstadt Waiblingen im Rems-Murr-Kreis in Baden-Württemberg. Nach dem Ort Bittenfeld wurde die Apfelsorte Bittenfelder benannt.

## Geografie
Durch den Ort fließen der Zipfelbach, seine rechten Zuflüsse Horgenbach (am südlichen Ortsrand) und Kleewiesenbach, in dessen unterster Talmulde sich der alte Ortskern erstreckt, sowie der kürzere Lembach, der etwas nach dem Horgenbach von links zuläuft.
Zu Bittenfeld gehört der Aussiedlerhof Böllenbodenhof. Bittenfeld ist der nördlichste Stadtteil von Waiblingen.

## Geschichte

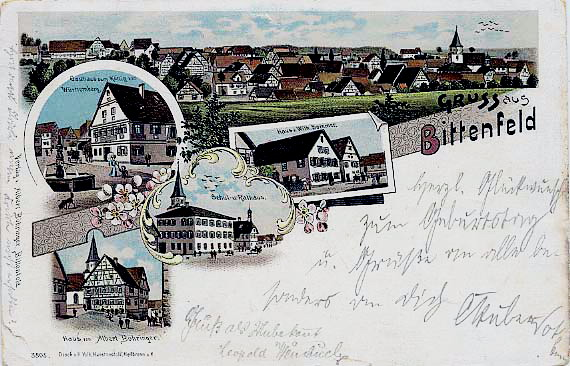
Bittenfeld um 1900

Die erste urkundliche Erwähnung Bittenfelds stammt aus dem Jahre 1185. Der Ort geriet wohl schon vor 1250 mit Waiblingen an Württemberg und gehörte seither stets zum Amt und später zum Oberamt Waiblingen. Auf Schloss Bittenfeld saßen die Ortsadligen Herren von Bittenfeld. Das Ortsadelsgeschlecht starb wohl im 14. Jahrhundert aus. Schon im 13. Jahrhundert besaß das Stift Backnang den Großzehnten in Bittenfeld. Auch die Herren von Ebersberg waren in Bittenfeld begütert, doch 1282 trat Albert von Ebersberg den Kleinzehnten an das Stift ab. Von dem Stift ging der Besitz an die Grafen von Württemberg. 1464 verkaufte Graf Ulrich V. von Württemberg das Dorf und Burg Bittenfeld zusammen mit anderen Orten an Hans von Bernhausen für 7400 Gulden. 1573 kam das Schloss an den preußischen Adligen Albrecht von Oborsky, der es schon 1574 an das Augsburger Patriziergeschlecht von Herwarth verkaufte. Die Familie nannte sich fortan Herwarth von Bittenfeld. Im 17. Jahrhundert ging das Dorf mit dem Schloss an die Familie Pfaudt von Kürnberg.
Der Ort wurde unter anderem durch den Dreißigjährigen Krieg, die Pest und die Napoleonischen Kriege in Mitleidenschaft gezogen.
Schloss Bittenfeld wurde 1852 durch einen Großbrand zerstört.
Ein erhoffter Aufwärtstrend wurde durch die beiden Weltkriege erneut gebremst, bis nach 1945 der Wandel zur Arbeiter-Wohngemeinde einsetzte. Allerdings wird dort auch noch immer Landwirtschaft betrieben.
Am 1. Januar 1975 wurde Bittenfeld in die Kreisstadt Waiblingen eingegliedert.

## Sehenswürdigkeiten

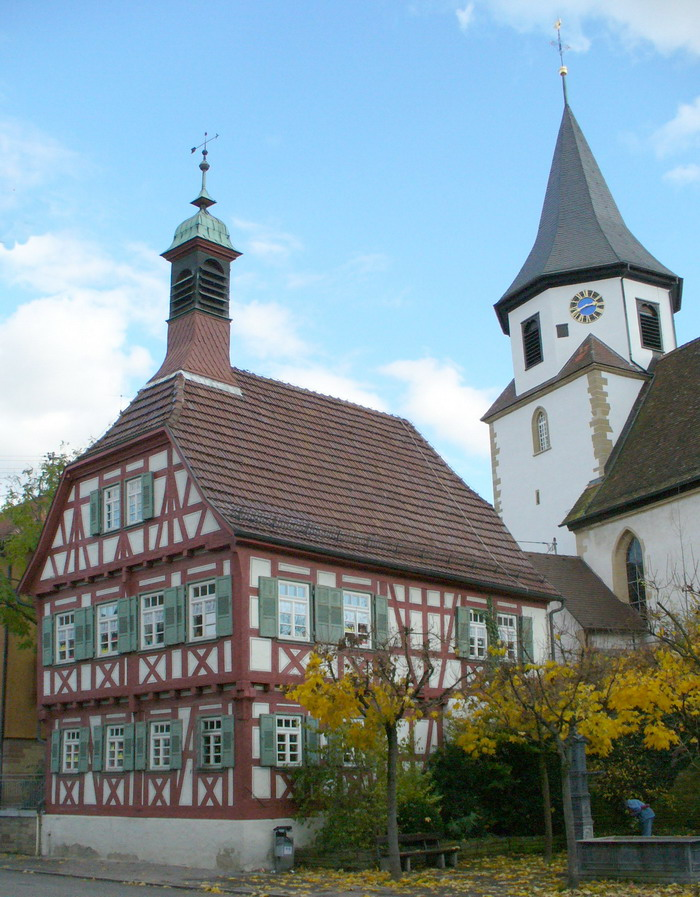
Altes Rathaus und evangelische Kirche

### Schillerhaus
In Bittenfeld steht das Geburtshaus von Friedrich Schillers Vater Johann Kaspar Schiller. Die Familie Schiller stammte ursprünglich aus Neustadt an der Rems. Ältester Vorfahre ist Stefan Schiller, der um 1590 in Neustadt lebte. Schillers Urgroßvater Hans Kaspar Schiller war Bäcker und Gerichtsverwandter in Bittenfeld. Großvater Johannes Schiller war ebenfalls Bäckermeister und stieg zum Schultheiß auf. Er erbaute das Fachwerkhaus um 1721, in dem Johann Kaspar 1723 geboren wurde. Johann Kaspar Schiller wurde Berufsoffizier und hatte zuletzt den Rang eines Obristwachtmeisters. Dieser Dienstgrad entspricht dem Rang eines Majors. Später wurde er Hofgärtner und veröffentlichte Schriften über Obstbaumzucht und Weinbau.

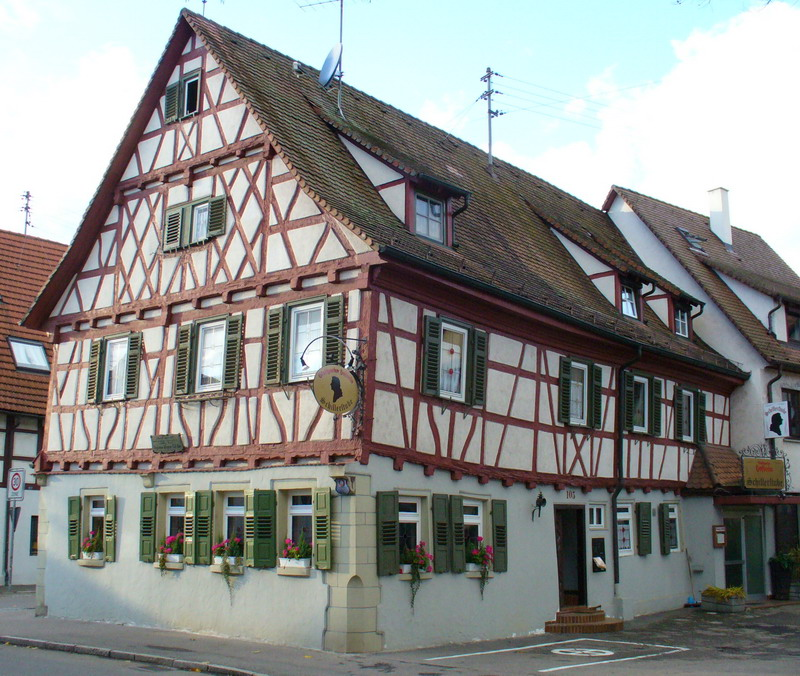
Schillerhaus
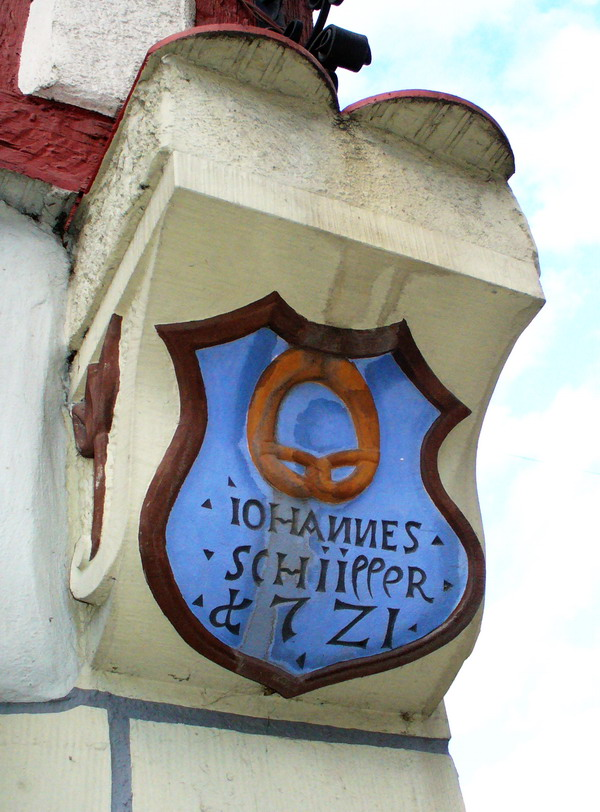
Inschrift am Schillerhaus: Johannes Schiller, 1721.
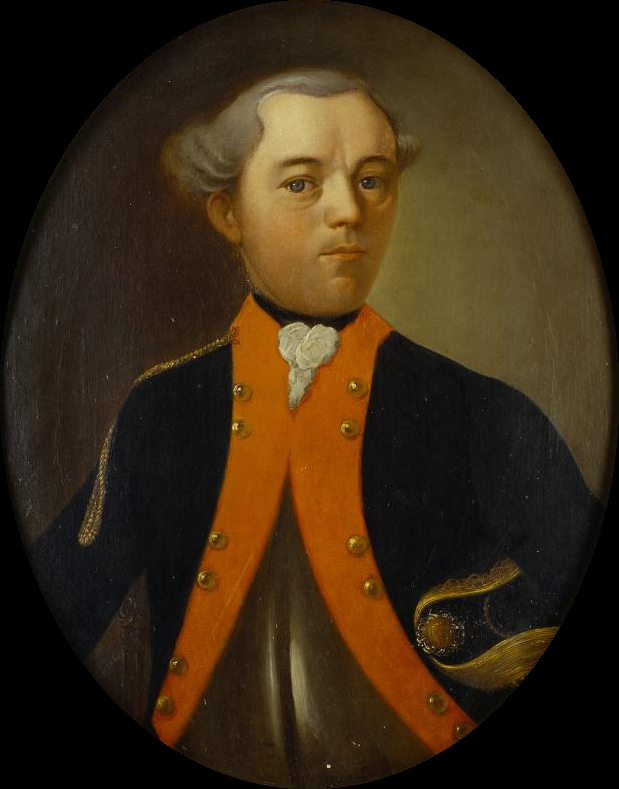
Johann Kaspar Schiller

## Politik
Das Gebiet der 1975 eingegliederten Gemeinde Bittenfeld bildet eine Ortschaft im Sinne der baden-württembergischen Gemeindeordnung mit dem Namen „Waiblingen-Bittenfeld“.

## Wappen
Das Wappen zeigt in gespaltenem Schild vorne in Grün einen goldenen, rotbewehrten linksgekehrten steigenden Löwen, hinten fünfmal von Gold über Grün geteilt. Der Löwe wurde einem Siegel entlehnt, das bereits 1850 verwendet wurde. Das Wappen wurde 1951 begeben.

## Vereine
- MSC Bittenfeld im ADAC e. V. – stellte mehrfach den deutschen Meister im Automobilturnier-Sport
- TV Bittenfeld
- DLRG-Ortsgruppe Bittenfeld
- Musikverein „Frei Weg“ Bittenfeld
- Obst und Gartenbauverein Bittenfeld
- Schach- und Schützenverein Bittenfeld
- Trecker-Treck Verein Bittenfeld

## Regelmäßige Veranstaltungen
- Mitte November veranstalten die Bittenfelder Vereine und Einzelhändler den Martini-Markt.
- Mitte August veranstaltet der Trecker-Treck Verein das „Trecker Treck“, bei dem Traktoren Gewichte ziehen müssen.
- Anfang Juli veranstaltet der TV Bittenfeld das Most- und Rettichfest

## Infrastruktur

### Öffentliche Einrichtungen
Bittenfeld besitzt ein Ortschaftsrathaus, in dem die wichtigsten Dienstleistungen der Verwaltung für die Bürger angeboten werden. Als Sport- und Freizeitstätten finden sich in der Ortschaft die Gemeindehalle Bittenfeld und das Waldfreibad Bittenfeld.

### Öffentliche Verkehrsmittel
Bittenfeld ist durch eine gute Busverbindung mit Waiblingen, Remseck und Ludwigsburg angebunden.

### Bildung
Bittenfeld besitzt eine Grundschule, die Schillerschule. Sie war bis 2011 Grund- und Hauptschule mit Werkrealschule.

## Sport
Die Herren-Handball-Mannschaft des TV Bittenfeld spielt seit der Saison 2015/16 in der Handball-Bundesliga. Das Team trägt einen Teil seiner Heimspiele in der Stuttgarter Porsche-Arena aus und hatte in der Saison 2014/15 mit 2210 Zuschauern den höchsten Zuschauerschnitt aller Handballvereine in der 2. Bundesliga. Die meisten Heimspiele finden jedoch in der Scharrena Stuttgart statt.
Im Juni 2015 wurde die Mannschaft in „TVB 1898 Stuttgart“ umbenannt.

## Persönlichkeiten
- Alexander Bischoff (* 1992), Handballspieler
- Heinz Bühringer (1927–2016), Politiker, von 1953 bis 1971 Bürgermeister von Bittenfeld
- Doris Fischer (* 1962), Kunsthistorikerin und Denkmalpflegerin
- Dieter Fritz (* 1956), Fernsehjournalist
- Alexander Heib (* 1987), Handballspieler
- Johann Kaspar Schiller (1723–1796), Offizier und Hofgärtner des Herzogs von Württemberg, Vater des Dichters Friedrich Schiller
- Günter Schweikardt (* 1948), Handballspieler, -trainer und -manager
- Jürgen Schweikardt (* 1980), Handballspieler, -trainer und -manager